# 菲律賓自由黨
菲律宾自由党是菲律宾的主要政党之一，1945年11月自國民黨分裂而出。
自由党是菲律宾历史上出现的第二个政党，也是现有各政党中历史最悠久者。其创始者曼努埃爾·羅哈斯是菲律宾第三共和国的第一任总统，之后，自由党的党首埃尔皮迪奥·基里诺和迪奥斯达多·马卡帕加尔也先后当选为总统。1953年后，原自由党员拉蒙·马格塞塞和馬可仕先后转投国民党，并当选为总统。
马科斯在建立军事独裁期间，自由党遭到压迫，其领导人贝尼格诺·阿基诺于1983年遭到暗杀。后在阿基诺遗孀科拉松·阿基诺的率领下，自由党终于在1986年推翻了马科斯的独裁统治。
由於改善經濟不力，加上政治局勢不穩，軍事政變頻繁，自由党政府在1992年大选中失利，成为在野党。2001年，自由党领导了反对时任总统约瑟夫·埃斯特拉达的群众运动，将其推翻。2010年，自由党候选人諾諾·艾奎諾（贝尼格诺·阿基诺與科拉松·阿基诺之子）参选总统获胜，自由党重新成为菲律宾执政党。
2013年，自由党在菲律宾国会中拥有4个参议员席位和113个众议员席位，2016年各拥有7席和115席。